# 8月18日
8月18日（はちがつじゅうはちにち）は、グレゴリオ暦で年始から230日目（閏年では231日目）にあたり、年末まであと135日ある。

## できごと
- 110年（景行天皇40年7月16日） - 景行天皇が日本武尊に東夷討伐を命じる。
- 707年（慶雲4年7月17日） - 天智天皇の第四皇女・阿閇皇女が即位して第43代天皇・元明天皇となる。
- 1541年（天文10年7月27日） - 肥後国にポルトガル人が漂着。領主の大友宗麟にカボチャの種が贈られる[1]。
- 1587年 - アメリカ大陸で最初のイングランド系白人となるヴァージニア・デアが誕生。
- 1640年（寛永17年7月2日） - 京・六条柳の遊郭が朱雀野に移転して嶋原遊郭となる。
- 1806年 - ニュージーランド南島の沖合いで「発見」された無人島がオークランド諸島と命名。
- 1858年（安政5年7月10日） - 日蘭修好通商条約締結。
- 1868年 - 1868年8月18日の日食（英語版）。フランスの天文学者ピエール・ジャンサンが太陽光の中からヘリウムのスペクトル線を発見。
- 1877年 - アサフ・ホールが火星の衛星フォボスを発見。
- 1888年 - フランクフルト中央駅が開業。
- 1888年 - 福岡の三池炭鉱が三井財閥に払い下げられる。

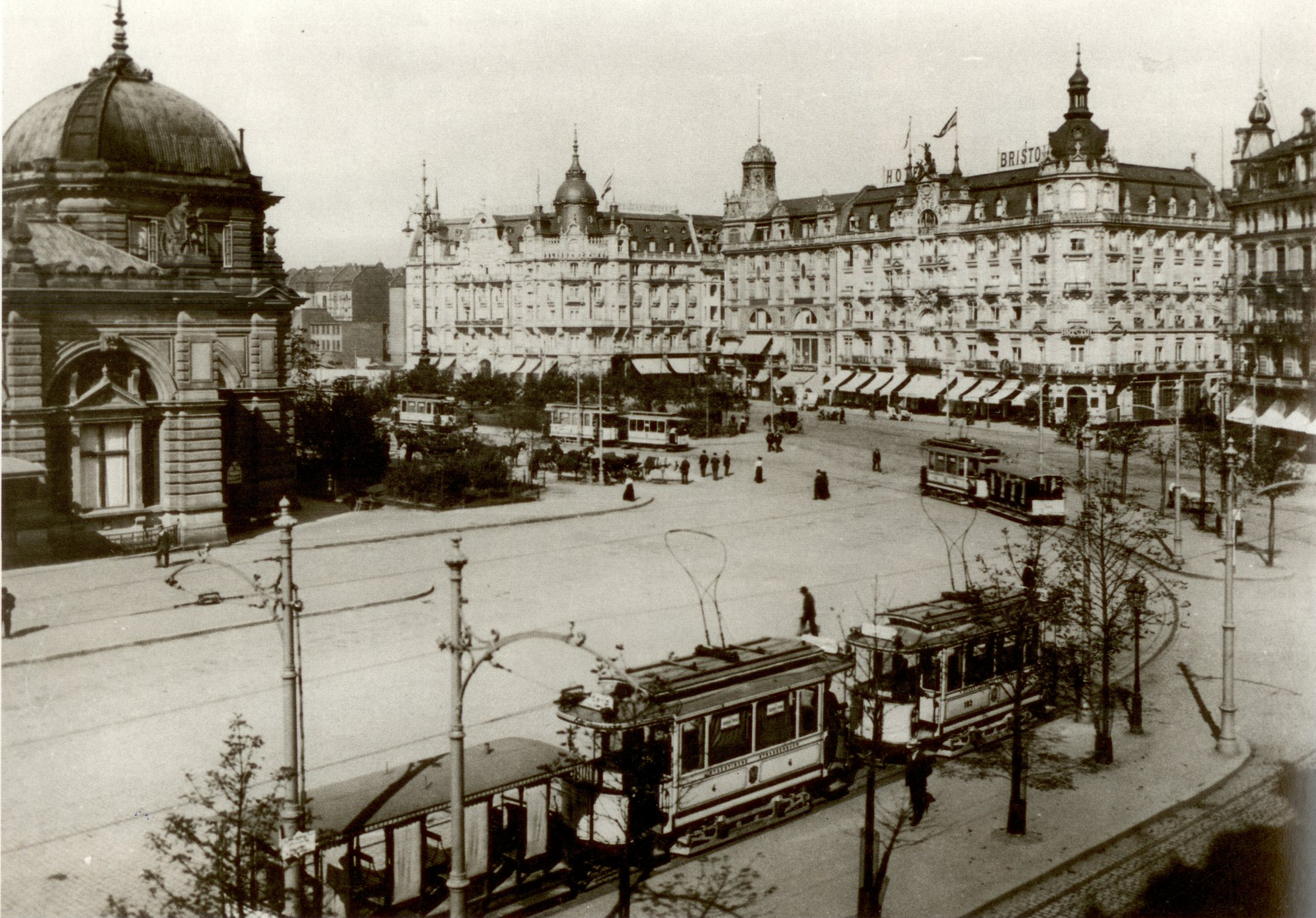
ドイツ最大の鉄道駅、フランクフルト中央駅開業(1888)。画像は1903年のもの。

- 1896年 - ドイツ皇帝ヴィルヘルム2世がドイツ民法典に署名。
- 1902年 - オーストリアのサッカークラブ「グラーツァーAK」発足[2]。
- 1913年 - 宮崎県営鉄道飫肥線飫肥（のちの東飫肥）～油津（のちの元油津）間が開業。（のちのJR日南線）
- 1915年 - 第1回全国中等学校優勝野球大会（のちの全国高等学校野球選手権大会）が開幕。
- 1917年 - ギリシャテッサロニキで1917年テッサロニキ大火（英語版）が発生。
- 1920年 - アメリカ合衆国憲法修正第19条の批准が成立。アメリカで女性参政権が認められる。
- 1928年 - 三井財閥の大番頭・中上川彦次郎の娘・あきがテノール歌手・藤原義江を追って2児を残してミラノへ出発[3]。「世紀の恋」と話題になる。
- 1930年 - 細君譲渡事件。谷崎潤一郎と妻・千代子が離婚し谷崎の友人・佐藤春夫が千代子と再婚することを3人連名で発表。
- 1933年 - ナチス・ドイツ主導で開発された国民ラジオの一号機VE301Wが初公開。
- 1935年 - 和歌山県の有田鉄道線田殿口駅西方でガソリンカー同士が正面衝突。重軽傷者50余人[4]。
- 1944年 - 第二次世界大戦・パリの解放: ゼネストがパリの労働者全体に広がる。
- 1945年 - 皇帝溥儀が退位し満州国が消滅。
- 1945年 - 第二次世界大戦・ソ連対日参戦: 占守島の戦い。占守島に赤軍が侵攻し日本軍と戦闘。
- 1945年 - 内務省が地方長官に占領軍向けの性的慰安施設の設置を指令。
- 1963年 - 公民権運動: アフリカ系アメリカ人として初めてミシシッピ大学に入学したジェームズ・メレディスが同校を卒業する。
- 1966年 - 紅衛兵約100万人が天安門広場で集会を行う[5]。
- 1968年 - 飛騨川バス転落事故。岐阜県白川町で集中豪雨が起こり、土砂崩れにより観光バス2台が飛騨川に転落し104人死亡。
- 1969年 - 第51回全国高等学校野球選手権大会決勝。0−0の延長18回で引分けとなり、史上初の決勝戦引分け。翌日に再試合を実施。
- 1971年 - ベトナム戦争: オーストラリア・ニュージーランドがベトナムからの撤退を宣言[6]。
- 1972年 - ソ連のルナ計画最後の探査機「ルナ24号」が月面に着陸。岩石を採取し22日に地球に帰還。
- 1976年 - ポプラ事件。板門店の非武装地帯でアメリカ兵に対し朝鮮人民軍が攻撃し、アメリカ兵2人が死亡。
- 1977年 - 南アフリカ共和国の黒人運動家スティーヴ・ビコが政府により拘禁。拷問により同年9月12日に死亡。
- 1982年 - 日本の参議院選挙に比例代表制導入を柱とした公職選挙法改正案が可決[7]。
- 1989年 - コロンビアで大統領選挙中にルイス・カルロス・ガラン・サルミエント候補が暗殺。
- 1992年 - アメリカのコンピュータメーカーワング・ラボラトリーズが倒産。
- 2006年 - 名古屋経済大学市邨中学校いじめ自殺事件が発生[8]。
- 2008年 - パキスタン大統領パルヴェーズ・ムシャラフが辞任を表明。
- 2008年 - 大相撲力士大麻問題: ロシア人力士若ノ鵬寿則が大麻所持で逮捕。その後2名のロシア人力士の大麻所持が発覚。
- 2010年 - 佐柳島沖海保ヘリ墜落事故。香川県多度津町佐柳島沖に、第六管区海上保安本部所属のヘリコプター「あきづる」が墜落。
- 2011年 - サッカー日本女子代表（なでしこジャパン）が団体として初の国民栄誉賞を受賞。
- 2016年 - リオデジャネイロオリンピック: バドミントン女子ダブルスで、松友美佐紀、高橋礼華ペアが優勝し、同競技日本人初の金メダルを獲得[9]。
- 2019年 - 8月上旬に発覚した常磐自動車道でのあおり運転・殴打事件の犯人が大阪府内で逮捕される[10]。
- 2019年 - 香港で、「逃亡犯条例」改定案をめぐり170万人が参加する大規模デモが行われる[11]。
- 2021年 - 三菱重工業に対し、元徴用工らへの賠償を命じた韓国大法院（最高裁）の判決をめぐり、韓国水原地裁安養支部が、三菱重工業が韓国企業に対して持つ約8億5千万ウォンの債権の差押えと取立ての命令を出す。元徴用工訴訟で第三者企業への債権の差押えが認められるのは初めて[12]。

## 誕生日
- 1305年（嘉元3年7月27日） - 足利尊氏、室町幕府初代将軍（+ 1358年）
- 1587年 - ヴァージニア・デア、アメリカ大陸で出生した最初のイングランド系白人（+ 没年不詳）
- 1685年 - ブルック・テイラー、数学者（+ 1731年）
- 1692年 - ルイ4世アンリ 、フランス宰相（+ 1740年）
- 1729年（享保14年7月24日） - 前田重煕、加賀国加賀藩主（+ 1753年）
- 1735年（享保20年7月1日） - 板倉勝承、陸奥国福島藩主（+ 1765年）
- 1750年 - アントニオ・サリエリ、作曲家（+ 1825年）
- 1774年 - メリウェザー・ルイス、探検家（+ 1809年）
- 1785年 - フリードリヒ・ヴィーク、音楽家（+ 1873年）
- 1792年 - 初代ラッセル伯爵ジョン・ラッセル、イギリス首相（+ 1878年）
- 1810年 - ジュール・ペロー、バレエダンサー、振付家（+ 1892年）
- 1816年（文化13年7月25日） - 毛利元蕃、周防国徳山藩主（+ 1884年）
- 1819年 - カルロス・マヌエル・デ・セスペデス、革命家（+ 1874年）
- 1830年 - フランツ・ヨーゼフ1世、オーストリア・ハンガリー帝国皇帝（+ 1916年）
- 1832年 - ウジェーヌ・ルーシェ、数学者（+ 1910年）
- 1836年（天保7年7月7日） - 大田原富清、下野国大田原藩主（+ 1862年）
- 1849年 - バンジャマン・ゴダール、作曲家（+ 1895年）
- 1856年 - アハド・ハアム、ヘブライ語著述家、シオニズム思想家（+ 1927年）
- 1875年 - プリトビ・ビール・ビクラム・シャハ、ネパール王（+ 1911年）
- 1876年 - 松林桂月、日本画家（+ 1963年）
- 1877年 - 中村貞吉、政治家（+ 1931年）
- 1878年 - 上杉慎吉、憲法学者（+ 1929年）
- 1878年 - 三遊亭圓遊（3代目）、落語家（+ 1945年）
- 1888年 - 佐藤玄々、彫刻家（+ 1963年）
- 1889年 - 石井光次郎、政治家（+ 1981年）
- 1893年 - バーリー・グライムス、元プロ野球選手（+ 1985年）
- 1896年 - 大西十寸男、政治家、農民運動家（+ 1947年）
- 1906年 - マルセル・カルネ、映画監督（+ 1996年）
- 1908年 - 金湊仁三郎、大相撲力士、年寄8代二十山（+ 1989年）
- 1908年 - エドガール・フォール、政治家、随筆家（+ 1988年）
- 1909年 - 成田理助、野球評論家（+ 1988年）
- 1909年 - 小林米三、実業家、元京阪神急行電鉄社長、元宝塚歌劇団理事長（+ 1969年）
- 1911年 - 小林行雄、考古学者（+ 1989年）
- 1912年 - エルサ・モランテ、小説家（+ 1985年）
- 1912年 - 多田裕計、俳人、小説家（+ 1980年）
- 1913年 - 松浪信三郎、フランス哲学研究者、翻訳家（+ 1989年）
- 1913年 - 太田静子、作家、歌人（+ 1982年）
- 1917年 - キャスパー・ワインバーガー、政治家（+ 2006年）
- 1920年 - シェリー・ウィンタース、女優（+ 2006年）
- 1922年 - アラン・ロブ＝グリエ、小説家、映画監督（+ 2008年）
- 1923年 - 松本和雄、元プロ野球選手
- 1925年 - ブライアン・オールディス、小説家（+ 2017年）
- 1926年 - 竹内黎一、政治家（+ 2015年）
- 1926年 - 青木龍山、陶芸家（+ 2008年）
- 1927年 - ロザリン・カーター、ジミー・カーターのファーストレディ（+ 2023年）
- 1927年 - 城山三郎、小説家（+ 2007年）
- 1929年 - 鈴木治彦、アナウンサー
- 1929年 - 高秀秀信、政治家（+ 2002年）
- 1930年 - 國弘正雄、政治家、文化人類学者、同時通訳者（+ 2014年）
- 1932年 - リュック・モンタニエ、ウイルス学者（+ 2022年）
- 1933年 - 鍵山秀三郎、実業家、株式会社ローヤル（現 イエローハット）創業者
- 1933年 - 野田昌宏、小説家、プロデューサー（+ 2008年）
- 1933年 - ジュスト・フォンテーヌ、サッカー選手（+ 2023年）
- 1933年 - ロマン・ポランスキー、映画監督
- 1934年 - グルザール、詩人・作詞家・映画監督
- 1934年 - 徳田重男、AV男優
- 1934年 - ロベルト・クレメンテ、元プロ野球選手（+ 1972年）
- 1934年 - レイファー・ジョンソン、元陸上競技選手、俳優（+ 2020年）
- 1935年 - 柳澤伯夫、政治家
- 1935年 - 大竹仁、元プロ野球選手
- 1936年 - 古賀新一、ホラー漫画家（+ 2018年）
- 1936年 - 柳田利夫、元プロ野球選手
- 1936年 - ロバート・レッドフォード、俳優
- 1936年 - 島田幸雄、元プロ野球選手
- 1937年 - 豊山勝男、元大相撲力士、年寄14代時津風
- 1937年 - 林春生、作詞家（+ 1995年）
- 1941年 - 岩下察男、元陸上競技選手
- 1942年 - 長幡忠夫、元プロ野球選手
- 1943年 - ジャンニ・リベラ、サッカー選手
- 1944年 - 高橋三郎、元騎手、調教師
- 1946年 - 池永正明、元プロ野球選手（+ 2022年）
- 1946年 - 島本和彦、バスケットボール解説者
- 1947年 - 福嶋康博、実業家、エニックス創業者
- 1948年 - 高橋文明、外交官
- 1949年 - 真湖道代、女優、映画プロデューサー
- 1949年 - 首藤剛志、脚本家（+ 2010年）
- 1949年 - 森安秀光、将棋棋士（+ 1993年）
- 1950年 - 小林ユミ、歌手（元ゴールデン・ハーフ）
- 1950年 - 島田修三、歌人
- 1950年 - 夏目房之介、漫画批評家
- 1951年 - 柴田恭兵、俳優
- 1951年 - 小俣進、元プロ野球選手
- 1952年 - 岩本えり子、音楽家、作詞家（+ 2008年）
- 1952年 - パトリック・スウェイジ、俳優、ダンサー（+ 2009年）
- 1952年 - リカルド・ビジャ、サッカー選手
- 1955年 - 塩屋浩三、声優
- 1955年 - 高市圭二、調教師、騎手（+ 2020年）
- 1956年 - 千野弘美、女優
- 1957年 - 名取裕子、女優
- 1957年 - デニス・リアリー、俳優、コメディアン、脚本家、映画監督
- 1958年 - 鈴木ひろみ、女優
- 1958年 - 四家秀治、アナウンサー
- 1958年 - 迫俊哉、政治家、北海道小樽市長
- 1959年 - 桃井進、元プロ野球選手、審判
- 1960年 - 山本昌代、小説家
- 1960年 - 蜷川有紀、女優
- 1960年 - 松本稔、高校野球指導者
- 1960年 - 佐々野諸延、実業家
- 1960年 - 青木俊直、 漫画家、イラストレーター、キャラクターデザイナー、アニメーター
- 1961年 - ジャック・ハウエル、元プロ野球選手
- 1962年 - 水道橋博士、お笑い芸人（浅草キッド）
- 1964年 - いとうまい子、女優
- 1964年 - 三浦俊一、音楽家、シンガーソングライター
- 1964年 - 高城剛、映像作家
- 1964年 - 井上日徳、ミュージシャン
- 1964年 - 八巻建弐、空手家
- 1964年 - 大崎栄、陸上競技指導者、元選手
- 1965年 - 青木愛、政治家
- 1965年 - 大谷育江、声優
- 1965年 - 吉川晃司、ミュージシャン、俳優
- 1965年 - 田村勤、元プロ野球選手
- 1966年 - 坂詰克彦、ミュージシャン、ドラマー（怒髪天）
- 1966年 - 鬼頭莫宏、漫画家
- 1967年 - 平井誠一、声優、ナレーター
- 1967年 - 張江泰之、テレビプロデューサー
- 1967年 - 清原和博、元プロ野球選手
- 1967年 - 本田明浩、元プロ野球選手
- 1967年 - 小橋正義、元競輪選手
- 1968年 - 中村美亜、性科学者、音楽学者
- 1968年 - ブライアン・ティッシー、ミュージシャン
- 1969年 - 誉田哲也、小説家
- 1969年 - 豊田康雄、アナウンサー
- 1969年 - 松橋真三、映画プロデューサー
- 1969年 - 芝草宇宙、元プロ野球選手
- 1969年 - エドワード・ノートン、俳優
- 1969年 - クリスチャン・スレーター、俳優
- 1970年 - 中井祐樹、柔術家
- 1970年 - 山口信二、元プロ野球選手
- 1971年 - エイフェックス・ツイン、アーティスト
- 1971年 - 村山明、調教師、元騎手
- 1972年 - 立川左平次、落語家
- 1972年 - KEIKO、歌手（globe）
- 1972年 - 中居正広、歌手、俳優、タレント（元SMAP）
- 1972年 - 福井健太、書評家、ミステリ評論家
- 1973年 - 五城楼勝洋、元大相撲力士、年寄18代浜風
- 1973年 - 光法賢一、元大相撲力士（+ 2021年）
- 1973年 - 恒川光太郎、小説家、ホラー作家
- 1973年 - ハンサム判治、歌手（デブパレード）
- 1974年 - 鈴木奈都、お笑いタレント
- 1974年 - 平石直之、アナウンサー
- 1975年 - 石田順裕、元プロボクシング選手
- 1976年 - 李承燁、元プロ野球選手
- 1977年 - 村田充、俳優
- 1977年 - 三馬正敏、カヌー選手
- 1977年 - 宮出隆自、元プロ野球選手
- 1977年 - ミズオ・ペック、女優
- 1978年 - 加藤元気、元サッカー選手、指導者
- 1979年 - 土谷隼人、お笑い芸人（ななめ45°）
- 1979年 - 中村哲平、映画監督
- 1980年 - 高木晋哉、お笑い芸人（ジョイマン）
- 1980年 - 福井俊太郎、お笑い芸人（GAG）
- 1980年 - 黒丸、漫画家
- 1980年 - セルゲイ・ハリトーノフ、総合格闘家
- 1980年 - エステバン・カンビアッソ、サッカー選手
- 1981年 - パット・ミッシュ、プロ野球選手
- 1981年 - 平本一樹、サッカー選手
- 1982年 - 薬丸夏子、俳優
- 1982年 - 金子絵里、タレント
- 1982年 - 松尾駿、お笑い芸人（チョコレートプラネット）
- 1982年 - 秋元大輔、録音技師
- 1983年 - 金田アキ、声優
- 1983年 - 井上拓、ソングライター、編曲家、DJ
- 1983年 - 都築克幸、元プロ野球選手
- 1984年 - 三輪一登、サックス奏者
- 1984年 - 岩倉三恵、サッカー選手
- 1984年 - 高山純一、サッカー選手
- 1984年 - 長田勝、元プロ野球選手
- 1984年 - クーニン、YouTuber
- 1985年 - 大倉三佳、野球選手
- 1985年 - 土屋朋弘、元プロ野球選手
- 1985年 - ソフィア・クルテシス、ミュージシャン
- 1986年 - 指田郁也、シンガーソングライター
- 1986年 - カメントツ、漫画家
- 1986年 - エバン・ガティス、元プロ野球選手
- 1987年 - 大関英里、声優
- 1987年 - 仲村慎祐、俳優、元ラグビー選手
- 1987年 - 森廉、俳優
- 1987年 - 高橋亜由美、タレント、元グラビアアイドル
- 1987年 - れおてぃ、お笑いタレント（かぎしっぽ）
- 1987年 - ジャスティン・ウィルソン、プロ野球選手
- 1987年 - デイヴィット・リチャードソン、元フィギュアスケート選手
- 1988年 - 春風亭かけ橋、落語家
- 1988年 - 青狼武士、元大相撲力士
- 1988年 - 安藤翔、元アナウンサー
- 1988年 - G-DRAGON、歌手（BIGBANG）
- 1989年 - 大木亜希子、女優（元SDN48）
- 1989年 - 奈津子、女優（元SDN48）
- 1989年 - 馬場美根子、ミュージカル俳優
- 1989年 - 鈴木大地、プロ野球選手
- 1989年 - 佐藤祥万、元プロ野球選手
- 1990年 - 有村藍里、タレント、グラビアアイドル
- 1990年 - デスピナ・ソロム、アーティスティックスイミング選手
- 1991年 - ブリアナ・ローリンズ、陸上競技選手
- 1992年 - 成海璃子、女優
- 1992年 - 吉田有里、声優
- 1992年 - 高井佳佑、お笑いタレント（ガーリィレコード）
- 1992年 - 本橋勇太朗、フットサル選手
- 1993年 - 藤井流星、アイドル、タレント（WEST.）
- 1993年 - 芳川庸、元プロ野球選手
- 1993年 - チョン・ウンジ、歌手、女優
- 1993年 - マイア・ミッチェル、女優、歌手
- 1993年 - 原川力、サッカー選手
- 1993年 - 高井舞香、声優
- 1994年 - 鈴木誠也、プロ野球選手
- 1995年 - 小早川健、陸上選手
- 1995年 - 平野裕志朗、プロアイスホッケー選手
- 1997年 - レナト・サンチェス、サッカー選手
- 1998年 - 野々のん、女優、タレント、モデル
- 1998年 - 那須川天心、総合格闘家、キックボクサー
- 1999年 - 関隼汰、俳優
- 1999年 - 山岸芽生、女優、モデル
- 1999年 - 古澤早希、アイドル（元Rev. from DVL）
- 1999年 - 中島颯太、歌手（FANTASTICS from EXILE TRIBE）
- 2000年 - 村木風海、タレント、起業家、発明家、化学者
- 2000年 - 石伊雄太、プロ野球選手
- 2000年 - 富山太樹、プロ野球選手
- 2000年 - 山口航輝、プロ野球選手
- 2001年 - 武藤潤、俳優、歌手（原因は自分にある。）
- 2001年 - 井出敬大、サッカー選手
- 2001年 - 古謝樹、プロ野球選手
- 2001年 - ミック・エイベル、プロ野球選手
- 2004年 - 井上音生、女優
- 2008年 - 三上来輝、歌手、ダンサー、タレント（元ZeBRA☆STAR）
- 生年不詳 - 成瀬千咲、アイドル（元momograci）
- 生年不詳 - パン・ルナリーフィー、アイドル（元CARRY LOOSE）
- 生年不詳 - 中村初恵、ソプラノ歌手
- 生年不詳 - 石川和之、声優
- 生年不詳 - 清田和彦、声優
- 生年不詳 - 遠藤智佳、声優[13]
- 生年不詳 - 春日沙生、漫画家、同人作家[14]
- 生年不詳 - ふみふみこ、漫画家
- 生年不詳 - やまざき貴子、漫画家
- 生年不詳 - 環方このみ、漫画家
- 生年不詳 - 辛島純子、ゲームクリエイター（TЁЯRA）
- 生年不詳 - 汾陽美樹、アナウンサー
- 生年不詳 - やま△、音楽家、ボカロP（ひとしずく×やま△）

## 忌日

### 人物
- 1258年 - テオドロス2世ラスカリス、第3代ニカイア皇帝（* 1221年）
- 1315年（正和4年7月18日） - 北条煕時、鎌倉幕府第12代執権（* 1279年）
- 1503年 - アレクサンデル6世、第214代ローマ教皇（* 1431年）
- 1549年（天文18年7月25日） - 大井信為、戦国武将（* 1530年）
- 1559年 - パウルス4世、第223代ローマ教皇（* 1476年）
- 1563年 - エティエンヌ・ド・ラ・ボエシ、裁判官、人文主義者（* 1530年）
- 1567年 - エネア・ヴィーコ（英語版）、彫刻家（* 1523年）
- 1613年 - ジョヴァンニ・マリア・アルトゥージ、作曲家（* 1540年）
- 1620年（万暦48年7月21日） - 万暦帝、第14代明皇帝（* 1563年）
- 1642年 - グイド・レーニ、画家（* 1575年）
- 1652年 - フロリモン・ド・ボーヌ（英語版）、法学者、数学者（* 1652年）
- 1709年（康熙48年7月13日） - 尚貞王、琉球国王（* 1645年）
- 1765年 - フランツ1世、神聖ローマ皇帝（* 1708年）
- 1768年 - ジョヴァンニ・ドメニコ・フェレッティ（イタリア語版）、画家（* 1692年）
- 1795年 - ベニーニュ・ガニロー（フランス語版）、画家、製図家（* 1756年）
- 1803年 - ジェームズ・ビーティー（英語版）、詩人（* 1735年）
- 1820年 - ミシェル・ド・キュビエール（フランス語版）、詩人、劇作家（* 1752年）
- 1823年（文政6年7月13日） - 稲毛屋山、篆刻家（* 1755年）
- 1823年 - アンドレ＝ジャック・ガルヌラン、パラシュートの発明家（* 1769年）
- 1829年（文政12年7月19日） - 菅江真澄、旅行家、博物学者（* 1754年）
- 1835年 - フリードリヒ・シュトロマイヤー、化学者（* 1776年）
- 1842年 - ジョアン・ドミンゴス・ボンテンポ、ピアニスト、作曲家（* 1775年）
- 1850年 - オノレ・ド・バルザック、小説家（* 1799年）
- 1870年 - ジョン・ペンドルトン・ケネディ、第21代アメリカ合衆国海軍長官（* 1795年）
- 1896年 - リヒャルト・アヴェナリウス、哲学者（* 1843年）
- 1902年 - 西村茂樹、啓蒙思想家（* 1828年）
- 1907年 - ジョン・カー、物理学者（* 1824年）
- 1922年 - ウィリアム・ハドソン、鳥類学者（* 1841年）
- 1924年 - 6代目三笑亭可楽、落語家（* 1846年）
- 1925年 - 細井和喜蔵、小説家（* 1897年）
- 1937年 - ルイジ・ペルニエル（英語版）、考古学者、ファイストスの円盤発見者（* 1874年）
- 1939年 - 博恭王妃経子、皇族（* 1882年）
- 1940年 - ウォルター・クライスラー、実業家、クライスラー社創設者（* 1875年）
- 1942年 - エルヴィン・シュルホフ、作曲家（* 1894年）
- 1943年 - フリードリヒ・ハルトークス、数学者（* 1874年）
- 1944年 - エウゲニウシュ・ホルバチェフスキ、エース・パイロット（* 1917年）
- 1945年 - スバス・チャンドラ・ボース、インド独立運動の指導者（* 1897年）
- 1951年 - 佐藤義亮、新潮社創業者（* 1878年）
- 1965年 - 杉浦非水、グラフィックデザイナー（* 1876年）
- 1965年 - 抜山平一、電気工学者、東北大学名誉教授（* 1889年）
- 1970年 - 大屋敦、実業家、元住友化学工業社長（* 1885年）
- 1973年 - 益谷秀次、元副総理、建設大臣、行政管理庁長官、第46代衆議院議長（* 1888年）
- 1973年 - 小林美代子、小説家（* 1917年）
- 1974年 - 坂口淳、作詞家（* 1908年）
- 1975年 - 青井忠治、実業家、株式会社丸井 (OIOI)の創業者（* 1904年）
- 1975年 - 中山武、プロ野球選手（* 1916年）
- 1975年 - 中田瑞穂、脳神経外科医、俳人、新潟大学名誉教授（* 1893年）
- 1976年 - 宇田新太郎、電気工学者、通信工学者（* 1896年）
- 1976年 - 小川喜一、官僚、元栃木県知事（* 1904年）
- 1979年 - 鍋山貞親、社会運動家（* 1901年）
- 1980年 - エリザベス・スターン（英語版）、病理学者（* 1915年）
- 1981年 - 辻晋堂[15]、彫刻家 京都市立芸術大学名誉教授（* 1910年）
- 1981年 - ロバート・ラッセル・ベネット、作曲家（* 1894年）
- 1983年 - ニコラウス・ペヴズナー、美術史家（* 1902年）
- 1984年 - 堀口捨己、建築家（* 1895年）
- 1985年 - 辻吉之助、ヴァイオリニスト（* 1898年）
- 1986年 - ビビアン・スチュアート（英語版）、作家（* 1914年）
- 1987年 - 深沢七郎、小説家（* 1914年）
- 1988年 - おおば比呂司、漫画家（* 1921年）
- 1989年 - 古関裕而、作曲家（* 1909年）
- 1989年 - イムレ・ネーメト、ハンマー投選手（* 1917年）
- 1989年 - 武田和命[16]、テナーサックス奏者（* 1939年）
- 1989年 - ルイス・カルロス・ガラン・サルミエント、政治家（* 1943年）
- 1990年 - バラス・スキナー、心理学者（* 1904年）
- 1992年 - ジョン・スタージェス、映画監督（* 1911年）
- 1994年 - リチャード・シング、化学者（* 1914年）
- 1997年 - マリア・プリマチェンコ、民族装飾芸術家（* 1908年）
- 1997年 - 栃赤城雅男、元大相撲力士（* 1954年）
- 1998年 - オットー・ウィフテルレ、化学者（* 1913年）
- 1999年 - 大田政作、元琉球政府行政主席（* 1904年）
- 2001年 - ジャック・エリオット（英語版）、作曲家（* 1927年）
- 2002年 - ディーン・リーズナー（英語版）、脚本家（* 1918年）
- 2003年 - 三ッ林弥太郎、政治家、元科学技術庁長官（* 1918年）
- 2003年 - 飯塚昭男[17]、経済評論家、実業家、びっぷ出版（現選択出版）創業者（* 1933年）
- 2004年 - エルマー・バーンスタイン、作曲家（* 1922年）
- 2004年 - 宇津徳治、地震学者、東京大学名誉教授（* 1928年）
- 2005年 - 岡田宗治、実業家、福島テレビ社長（* 1921年）
- 2005年 - 椿啓介、菌類学者（* 1924年）
- 2008年 - マニー・ファーバー、画家、美術評論家、映画評論家（* 1917年）
- 2008年 - 白川元春、軍人、自衛官、第11代航空幕僚長、第8代統合幕僚会議議長（* 1918年）
- 2009年 - 金大中、政治家、第15代韓国大統領（* 1924年）
- 2009年 - 下村康正、刑法学者、中央大学名誉教授（* 1925年）
- 2009年 - 鈴木昭生、俳優、声優（* 1927年）
- 2009年 - 西尾迢富、政治家、鳥取市長（* 1928年）
- 2009年 - ヘールチェ・ヴィエレマ（オランダ語版）、水泳選手（* 1934年）
- 2009年 - ヒルデガルト・ベーレンス、ソプラノ歌手（* 1937年）
- 2010年 - 森澄雄、俳人（* 1919年）
- 2010年 - ハル・コノリー（英語版）、ハンマー投げ選手、1956年メルボルンオリンピック金メダリスト（* 1931年）
- 2010年 - 桜井信夫、児童文学作家（* 1932年）
- 2010年 - ケニー・エドワーズ、シンガーソングライター（* 1946年）
- 2011年 - モーリス・ラポート（英語版）、生化学者（* 1919年）
- 2011年 - 高城淳一、俳優（* 1925年）
- 2011年 - 稲垣忠彦、教育者、東京大学名誉教授（* 1932年）
- 2012年 - スコット・マッケンジー、歌手（* 1939年）
- 2013年 - 佐野川谷安太郎、実業家、元佐野安船渠（現・サノヤスホールディングス）社長（* 1914年）
- 2013年 - 梶田興治、映画プロデューサー（* 1923年）
- 2013年 - 山岡淳男、実業家、元ヤンマーディーゼル社長（* 1926年）
- 2014年 - 山内久司、テレビプロデューサー（* 1931年）
- 2014年 - 関山信之、政治家（* 1934年）
- 2015年 - 東川孝、政治家、元千歳市長（* 1934年）
- 2015年 - 紺野比奈子、漫画家（* 生年不詳）
- 2017年 - 長島忠美、政治家、元山古志村村長（* 1951年）
- 2018年 - ジャック・コスタンゾ、パーカッショニスト（* 1919年）
- 2018年 - 大塚勇三、児童文学者、翻訳家（* 1921年）
- 2018年 - 百崎素弘、政治家、元佐賀県多久市長（* 1926年）
- 2018年 - コフィー・アナン、第7代国際連合事務総長、ノーベル平和賞受賞者（* 1938年）
- 2019年 - 三上隆三、経済学者、和歌山大学名誉教授（* 1926年）
- 2019年 - ヘルムート・フロシャウアー、指揮者（* 1933年）
- 2020年 - 村瀬俊夫、牧師、神学校教師（* 1929年）
- 2020年 - 銀林浩、数学者、明治大学名誉教授（* 1927年）
- 2020年 - ベン・クロス、俳優（* 1947年）
- 2021年 - 富山妙子、画家（* 1921年）
- 2021年 - 坂本賞三、歴史学者、広島大学名誉教授（* 1926年）
- 2021年 - 辻萬長、俳優（* 1944年）
- 2022年 - ロルフ・キューン、ジャズ・クラリネット奏者、作曲家（* 1929年）
- 2022年 - ハーバート・マリン、シリアルキラー（* 1947年）
- 2022年 - ジョン・パウエル、元陸上競技選手、1976年モントリオール・1984年ロサンゼルス五輪円盤投銅メダリスト（* 1947年）
- 2023年 - 亀井俊介、比較文学者、アメリカ文学者、アメリカ大衆文化研究者、東京大学名誉教授（* 1932年）
- 2023年 - 田中丸善昌[18]、実業家、元小倉玉屋社長（* 1932年）
- 2023年 - 瑞慶覧長方、政治家、植物学者（* 1932年）
- 2023年 - 山本公士、元プロ野球選手（* 1942年）
- 2024年 - アラン・ドロン、俳優（* 1935年）
- 2024年 - 鮫島宗明、農林水産官僚、政治家（* 1943年）
- 2024年 - 倉島庸、医師（* 1970年）
- 2024年 - 山本量子、タレント（* 1976年）

### 人物以外（動物など）
- 2021年 - レガシーワールド、競走馬（* 1989年）
- 2021年 - トーシンブリザード、競走馬（* 1998年）

## 記念日・年中行事
- 科学の日（ タイ）
国王ラーマ4世が1868年のこの日の皆既日食を予見したことを記念する政府制定の記念日。
- 米の日（ 日本）
「米」の字を分解すると「八十八」になることから。
- ビーフンの日（ 日本）
ビーフン協会が制定。日付は、ビーフンは米を原料とする麺であり、「米」の字を分解すると「八十八」になることから[19]。
- 糸ようじの日（ 日本）
2017年、大阪府大阪市に本社を置く小林製薬株式会社が同社の製品「糸ようじ」が生誕30周年を迎えたことを記念して制定。より多くの人に健康的な口腔環境を維持して欲しいとの願いが込めらえている。日付は8と18で「歯（8）と歯（8）の間に糸（1）」が通っているように見えることから[20]。
- 高校野球記念日（ 日本）
1915年のこの日に、高校野球の前身である第1回全国中等学校優勝野球大会の開会式が大阪の豊中球場で行われたことに由来[21]。
- 約束の日（ 日本）
保険市場が2013年12月に制定。大切な人との約束や絆、愛情を確認する日という願いが込められている。同年に鉄拳が公開した、家族をテーマにしたパラパラ漫画『約束』のYouTubeへの投稿日から[22]。
- 一日市の盆踊（ 日本）
秋田県八郎潟町の一日市商店街で、毎年8月18日から20日に行なわれる盆踊り。永享元年（1429年）から永禄13年（1570年）頃から踊られていたとされる非常い長い歴史を持った盆踊りで、西馬音内の盆踊、毛馬内の盆踊とともに秋田の三大盆踊りに数えられている[23]。
- 太閤祭（例祭）（ 日本）
豊臣秀吉は、慶長3年(1598年)8月18日（新暦9月18日）、京都の伏見城において62歳で永眠。この日、大阪城二の丸南側にある大阪城豊國神社では、神社で最も重要な祭事、太閤祭が斎行される[24]。